# Paul-Élie Gauchot
Compléments
- Brevet d'aéroplane obtenu le 8 avril 1876

Paul-Élie Gauchot, né à Vermenton le 19 novembre 1839 et mort à Paris 10e le 6 novembre 1905 est un ingénieur mécanicien français, inventeur, dessinateur et précurseur de l'aviation.
Il invente et co-invente (notamment avec Alphonse Pénaud) entre autres, un modèle réduit d'avion, le Planophore (propulsé par un moteur à caoutchouc), des maquettes fonctionnelles, ainsi que des hélicoptères à hélices et des ornithoptères.

## Biographie
Peu de sources existent sur la jeunesse et la vie de Paul-Élie Gauchot.
Un document administratif montre qu'en 1893, Gauchot habitait au no 4 de la rue des Récollets, à Paris. En 1901, il vit au 49, rue Albouy et est répertorié comme ingénieur civil puis, en 1906, vit au 26 rue du Bois à Vincennes où il est inscrit comme mécanicien et directeur de l'entreprise Gauchot et ses fils.

### Inventions et créations

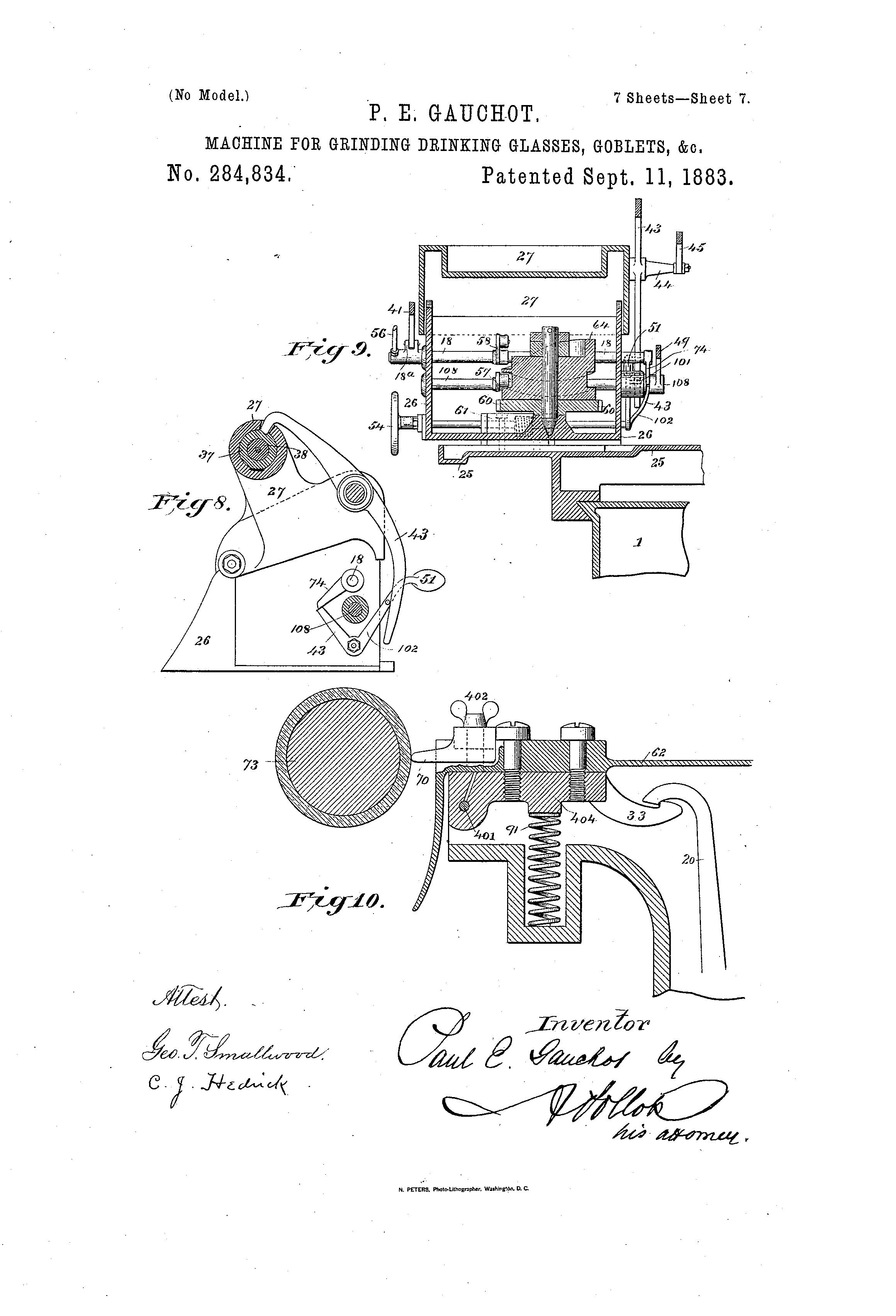
Principe du broyage de verres à boire, par Paul-Élie Gauchot, 1880

Le 15 septembre 1864, il dépose un brevet pour « perfectionnements apportés à la transformation du mouvement circulaire continu en mouvement rectiligne, alternatif, applicable aux machines à imprimer en général »
.

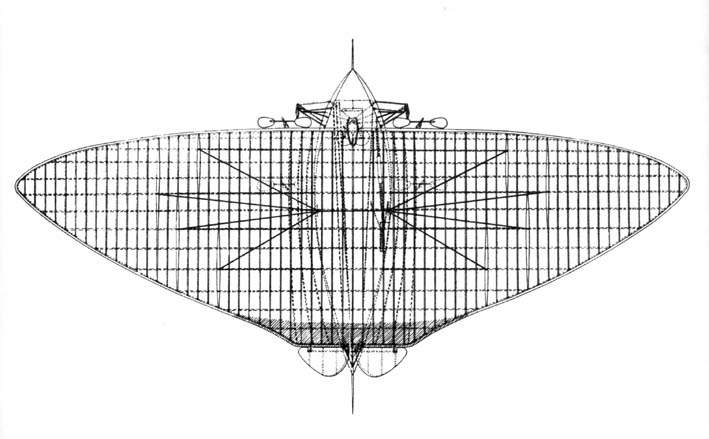
Aéroplane « de Pénaud », co-breveté avec Gauchot

Il est répertorié comme mécanicien à partir de 1871 et, en 1876, il brevète avec Alphonse Pénaud les plans d'un hydravion muni d'un train d'atterrissage rétractable : le 17 février 1876, les deux compères déposent une demande de brevet pour un « Aéroplane ou appareil aérien volant » (brevet no 111.574), il est délivré le 8 avril par arrêté du ministre de l'agriculture et du commerce. L'aéroplane, que les deux hommes ne parviennent pas à faire construire, est un monoplan (s'apparentant à une aile volante) biplace à nacelle étanche, avec deux hélices quadripales (une sur chaque aile), un train de roues rétractable, des gouvernails, ainsi que des instruments de navigation. C'est, selon certaines sources, le premier appareil amphibie au monde. C'est sur ce modèle que Jules Verne invente L'Épouvante dans son roman Maître du monde (1904) suite de Robur-le-Conquérant (1886), roman où l'écrivain cite d'ailleurs Gauchot, avec Penaud, dans le chapitre III.
Le 25 mars 1880, Gauchot dépose un brevet pour une broyeuse automatique de verres à boire, afin de faciliter leur recyclage et, en 1887, il invente encore une machine pour imprimer des cartes.